# Drag Race France (prima edizione)
La prima edizione di Drag Race France è andata in streaming in Francia dal 25 giugno all'11 agosto 2022 sulla piattaforma France.tv Slash, e in onda su France 2 in chiaro dal 25 giugno al 13 agosto 2022.
Il 1º giugno 2022 sono state annunciate le dieci concorrenti, provenienti da diverse parti della Francia, in competizione per ottenere il titolo di France's Next Drag Superstar.
Paloma, vincitrice dell'edizione, ha guadagnato come premio una fornitura di cosmetici della MAC Cosmetics, un articolo e copertina su Cosmopolitan, un viaggio tutto compreso per le isole Mauritius sponsorizzato da Tinder, una corona e uno scettro di Carré Y.
La Grande Dame prenderà parte alla seconda edizione di RuPaul's Drag Race: UK vs the World, mentre La Kahena parteciperà alla seconda edizione di Canada's Drag Race: Canada vs the World.

## Concorrenti
Le dieci concorrenti che prendono parte al reality show sono:
| Concorrente    | Vero nome             | Età | Città                                   | Posizionamento |
| -------------- | --------------------- | --- | --------------------------------------- | -------------- |
| Paloma         | Hugo Bardin           | 30  | Clermont-Ferrand – Alvernia-Rodano-Alpi | Vincitrice     |
| La Grande Dame | Yannick Martin Androf | 22  | Nizza – Provenza-Alpi-Costa Azzurra     | Finaliste      |
| Soa de Muse    | Cedric Moustin        | 33  | Saint-Denis – Île-de-France             | Finaliste      |
| Lolita Banana  | Esteban Inzua         | 36  | Parigi – Île-de-France                  | 4º posto       |
| La Big Bertha  | Loïc Assemat          | 36  | Parigi – Île-de-France                  | 5º posto       |
| Elips          | Élie Méchain          | 25  | Bordeaux – Nuova Aquitania              | 6º posto       |
| Kam Hugh       | Camille Chailan       | 22  | Parigi – Île-de-France                  | 7º posto       |
| La Briochée    | Maëva Trioux          | 31  | Palaiseau – Île-de-France               | 8º posto       |
| Lova Ladiva    | Sébastien Ducellier   | 32  | Tolosa – Occitania                      | 9º posto       |
| La Kahena      | Malek Ben Halima      | 29  | Parigi – Île-de-France                  | 10º posto      |

## Tabella eliminazioni
| Ordine | Episodi  | Episodi  | Episodi  | Episodi | Episodi | Episodi | Episodi | Episodi        |
| Ordine | 1        | 2        | 3        | 4       | 5       | 6       | 7       | 8              |
| ------ | -------- | -------- | -------- | ------- | ------- | ------- | ------- | -------------- |
| 1      | Soa      | Paloma   | Kam      | Dame    | Soa     | Paloma  | Soa     | Paloma         |
| 2      | Bertha   | Dame     | Dame     | Paloma  | Bertha  | Soa     | Paloma  | La Grande Dame |
| 3      | Elips    | Lolita   | Paloma   | Soa     | Lolita  | Dame    | Dame    | Soa de Muse    |
| 4      | Briochée | Kam      | Lolita   | Elips   | Dame    | Lolita  | Lolita  |                |
| 5      | Lolita   | Elips    | Bertha   | Lolita  | Paloma  | Bertha  |         |                |
| 6      | Dame     | Briochée | Elips    | Bertha  | Elips   |         |         |                |
| 7      | Paloma   | Bertha   | Soa      | Kam     |         |         |         |                |
| 8      | Kam      | Soa      | Briochée |         |         |         |         |                |
| 9      | Lova     | Lova     |          |         |         |         |         |                |
| 10     | Kahena   |          |          |         |         |         |         |                |

Legenda:
     La concorrente ha vinto la gara
     La concorrente è arrivata in finale ma non ha vinto la gara
     La concorrente è arrivata in finale, ma è stata eliminata
     La concorrente ha vinto la puntata
     La concorrente figura tra le prime ma non ha vinto la puntata
     La concorrente è salva e accede alla puntata successiva (l'ordine di chiamata è casuale)
     La concorrente figura tra le ultime ma non ed è a rischio eliminazione
     La concorrente figura tra le ultime due ed è a rischio eliminazione
     La concorrente è stata eliminata

## Giudici
- Nicky Doll
- Daphné Bürki
- Kiddy Smile

### Giudici ospiti
- Jean-Paul Gaultier
- Iris Mittenaere
- Marianne James
- Chantal Thomas
- Véronique Philipponnat
- Bilal Hassani
- Shy'm
- Yanis Marshall
- Alexandre Mattiusi
- Yseult
- Loïc Prigent
- Raya Martigny
- Nicolas Huchard
- Olivier Rousteing

## Special guest
- Jean Ranobrac
- Chico
- Jésus La Vidange
- Juda La Vidange
- Bérengère Krief
- Anthonin Fabre
- Mark Weld
- Thoj

## Riassunto episodi

### Episodio 1 –Bonjour, Bonjour, Bonjour
Il primo episodio della prima edizione francese si apre con le concorrenti che entrano nell'atelier. La prima a entrare è Kam Hugh, l'ultima è Paloma. Nicky Doll fa il suo ingresso annunciando l'inizio di una nuova edizione e dando il benvenuto alle concorrenti.
- La mini sfida: le concorrenti devono posare per un servizio fotografico con una scenografia a tema Moulin Rouge, dove devono posare per poi esibirsi in una coreografia di can-can. La vincitrice della mini sfida è Lolita Banana.
- La sfida principale: le concorrenti prendono parte a una gara di talenti, esibendosi davanti ai giudici. Nicky Doll ritorna nell'atelier per vedere i preparativi della sfida, inoltre, aiuta le concorrenti con vari consigli su come dare il massimo per mostrare il proprio talento. Le concorrenti decidono di esibirsi nelle seguenti categorie:

| Concorrente    | Talento dell'esibizione          |
| -------------- | -------------------------------- |
| Lolita Banana  | Lip Sync                         |
| Kam Hugh       | Canto e striptease               |
| La Briochée    | Canto                            |
| Paloma         | Stand-up comedy                  |
| La Grande Dame | Lip Sync e sassofono             |
| Elips          | Lip Sync                         |
| Soa de Muse    | Canto                            |
| Lova Ladiva    | Stand-up comedy                  |
| La Kahena      | Esibizione pirotecnica e cabaret |
| La Big Bertha  | Burlesque                        |

Giudici ospiti della puntata sono Jean-Paul Gaultier e Iris Mittenaere. Il tema della sfilata è Liberté, Égalité, Jean-Paul Gaultier, dove le concorrenti devono sfoggiare un abito che rispecchi un look iconico dell'omonimo stilista. Nicky Doll dichiara Briochée, Lolita, Dame e Paloma salve e lascia le altre concorrenti sul palco per le critiche. Lova Ladiva e La Kahena sono le peggiori, mentre Soa de Muse è la migliore della puntata.
- L'eliminazione: Lova Ladiva e La Kahena vengono chiamate ad esibirsi con la canzone Prière païenne di Céline Dion. Lova Ladiva si salva, mentre La Kahena viene eliminata dalla competizione.

### Episodio 2 –Queen Pour Cent
Il secondo episodio si apre con le concorrenti che rientrano nell'atelier dopo l'eliminazione di Kahena, con Lova disposta a tutto di dimostrare ai giudici il suo talento. Intanto le concorrenti si complimentano con Soa per la prima vittoria dell'edizione.
- La mini sfida: le concorrenti, con un look da rockstar, devono esibirsi sulle note di una canzone punk rock assieme ad una rock band composta interamente da drag kings. La vincitrice della mini sfida è La Grande Dame.
- La sfida principale: le concorrenti devono recitare nella soap opera Queen Pour Cent, parodia della serie tv Chiami il mio agente!. Avendo vinto la mini sfida Dame ha la possibilità di assegnare i vari ruoli della sfida. Durante l'assegnazione dei ruoli, si vengono a creare delle tensioni fra alcune delle concorrenti che vogliono interpretare lo stesso personaggio. Nicky Doll e Marianne James, giudice ospite della puntata, ritornano nell'atelier per aiutare le concorrenti con vari consigli su come in una sfida di recitazione, per poi supervisionare le registrazioni nel ruolo di registra.

| Concorrente    | Personaggio interpretato |
| -------------- | ------------------------ |
| Elips          | Mime Marcelle            |
| Kam Hugh       | Isabelle                 |
| La Big Bertha  | Miranda                  |
| La Briochée    | Marión                   |
| La Grande Dame | Victoria                 |
| Lolita Banana  | Yolanda                  |
| Lova Ladiva    | Kimberley                |
| Paloma         | Viviane                  |
| Soa de Muse    | Anitta                   |

Giudice ospite della puntata è Marianne James. Il tema della sfilata è Dites-le avec des Fleurs, dove le concorrenti devono sfoggiare un abito con dei fiori. Nicky Doll dichiara Kam, Elips e Briochée salve e lascia le altre concorrenti sul palco per le critiche. Soa de Muse e Lova Ladiva sono le peggiori, mentre Paloma è la migliore della puntata.
- L'eliminazione: Soa de Muse e Lova Ladiva vengono chiamate ad esibirsi con la canzone Toutes les femmes de ta vie delle L5. Soa de Muse si salva, mentre Lova Ladiva viene eliminata dalla competizione.

### Episodio 3 –French Ball
Il terzo episodio si apre con le concorrenti che rientrano nell'atelier dopo l'eliminazione di Lova, con Soa disposta a tutto per tornare di nuovo tra le migliori. Intanto Elips è preoccupata per il suo percorso dato l'alto livello delle sue avversarie.
- La mini sfida: le concorrenti, divise in coppie, devono improvvisare uno show di cucina mentre preparano una baguette. La vincitrici della mini sfida sono Elips e La Briochée.
- La sfida principale: le concorrenti partecipano al French Ball, dove presenteranno tre look differenti; il terzo dovrà essere cucito e assemblato a mano. Le categorie sono:
  - Ma France à Moi: un look dedicato ad un oggetto simbolo della Francia;
  - French Cliché: un look dedicato ai cliché o stereotipi francesi;
  - Festival de Cannes: un look realizzato in giornata con materiali non convenzionali perfetto per una giornata all'omonimo festival del cinema.

Giudici ospiti della puntata sono Chantal Thomass e Véronique Philipponnat. Dopo la sfilata e le critiche dei giudici, Nicky Doll dichiara Soa de Muse e La Briochée le peggiori, mentre Kam Hugh è la migliore della puntata.
- L'eliminazione: Soa de Muse e La Briochée vengono chiamate ad esibirsi con la canzone Pookie di Aya Nakamura. Soa de Muse si salva, mentre La Briochée viene eliminata dalla competizione.

### Episodio 4 –Snatch Game
Il quarto episodio si apre con le concorrenti che rientrano nell'atelier dopo l'eliminazione di La Briochée, con Soa preoccupata del suo percorso dal momento che è la seconda volta che risulta tra le peggiori della settimana. Intanto Kam è al settimo cielo per aver vinto la sfida a cui ambiva di più.
- La mini sfida: le concorrenti devono "leggersi" a vicenda, ovvero dire qualcosa di cattivo ma facendolo in modo scherzoso. La vincitrice della mini sfida è La Big Bertha.
- La sfida principale: le concorrenti prendono parte alla sfida più attesa in ogni edizione dello show, lo Snatch Game. Bilal Hassani e Bérengère Krief sono i concorrenti del gioco. Le concorrenti dovranno scegliere una celebrità e impersonarla per l'intero gioco, con lo scopo di essere il più divertenti possibili. Nicky Doll ritorna nell'atelier per vedere quali personaggi sono stati scelti, inoltre, aiuta le concorrenti con vari consigli per dare il meglio nel gioco. Le celebrità scelte dalle concorrenti sono state:

| Concorrente    | Celebrità impersonata |
| -------------- | --------------------- |
| Elips          | Chantal Ladesou       |
| Kam Hugh       | Mireille Mathieu      |
| La Big Bertha  | Jean-Pierre Coffe     |
| La Grande Dame | Alexandra Rosenfeld   |
| Lolita Banana  | Rossy de Palma        |
| Paloma         | Fanny Ardant          |
| Soa de Muse    | Félindra              |

Giudice ospite della puntata è Bilal Hassani. Il tema della sfilata è Lendemain de Soirée, dove le concorrenti devono indossare un abito dopo una festa durata tutta la notte. Dopo la sfilata e le critiche dei giudici, Nicky Doll dichiara La Big Bertha e Kam Hugh le peggiori, mentre La Grande Dame è la migliore della puntata.
- L'eliminazione: La Big Bertha e Kam Hugh vengono chiamate ad esibirsi con la canzone DJ di Diam's. La Big Bertha si salva, mentre Kam Hugh viene eliminata dalla competizione.

### Episodio 5 –Popstars
Il quinto episodio si apre con le concorrenti che rientrano nell'atelier dopo l'eliminazione di Kam, con alcune di esse sorprese dalla sua uscita dal momento che tutte conoscevano il suo potenziale nonostante la giovane età. Intanto La Grande Dame è sodisfatta di aver vinto una delle sfide più famose dello show.
- La mini sfida: le concorrenti, divise in coppie, devono realizzare un trucco su un'avversaria indossando degli occhiali deformanti. Le vincitrici della mini sfida sono La Grande Dame e Soa de Muse.
- La sfida principale: le concorrenti, divise in due gruppi, devono scrivere, produrre e coreografare un numero da girl group. Avendo vinto la mini sfida, Grande Dame e Soa saranno i capitani e potranno scegliere i membri del proprio gruppo. Grande Dame sceglie per il suo gruppo Bertha e Paloma mentre Soa sceglie Lolita ed Elips. Una volta scritto il pezzo, le concorrenti vengono raggiunte da Anthonin, Mark Weld e Thoj, che aiuteranno nella registrazione dei brani. Durante le registrazioni delle tracce Soa e Lolita hanno avuto dei problemi nel rendere le loro strofe accattivanti mentre Kitty ed Vanity hanno ricevuto complimenti per le loro armonie. Successivamente ogni gruppo raggiunge Yanis Marshall sul palco principale per organizzare la coreografia, il gruppo di Grande Dame ha avuto problemi sull'organizzazione della coreografia, mentre il gruppo di Soa è molto preparato per l'esibizione.

| Concorrenti    | Nome girl group      | Brano della performance  |
| -------------- | -------------------- | ------------------------ |
| La Big Bertha  | Les Sœurs Jacquettes | "Boum Boum" (Pop Remix)  |
| La Grande Dame | Les Sœurs Jacquettes | "Boum Boum" (Pop Remix)  |
| Paloma         | Les Sœurs Jacquettes | "Boum Boum" (Pop Remix)  |
| Elips          | The Nails            | "Boum Boum" (Rock Remix) |
| Lolita Banana  | The Nails            | "Boum Boum" (Rock Remix) |
| Soa de Muse    | The Nails            | "Boum Boum" (Rock Remix) |

Giudici ospiti della puntata sono Shy'm e Yanis Marshall. Il tema della sfilata è La Nuit des Mille Mylènes, dove le concorrenti devono sfoggiare un abito che rispecchi un look iconico di Mylène Farmer. Dopo la sfilata e le critiche dei giudici, Nicky Doll dichiara Paloma ed Elips le peggiori, mentre Soa de Muse è la migliore della puntata.
- L'eliminazione: Paloma ed Elips vengono chiamate ad esibirsi con la canzone Libertine di Mylène Farmer. Paloma si salva, mentre Elips viene eliminata dalla competizione.

### Episodio 6 –Un Parfum de Drag
Il sesto episodio si apre con le concorrenti che rientrano nell'atelier dopo l'eliminazione di Elips, con Paloma disposta a tutto per tornare di nuovo tra le migliori. Inoltre si discute di come Bertha e Lolita siano le uniche concorrenti rimaste in gara a non aver ottenuto ancora una vittoria.
- La mini sfida: le concorrenti devono pescare a sorte un pupazzo che rappresenti una delle altri concorrenti, metterlo in drag e fare un siparietto comico imitando l'altra concorrente. La vincitrice della mini sfida è Paloma.
- La sfida principale: per la sfida principale, le concorrenti dovranno ideare, realizzare e produrre uno spot commerciale per promuovere il proprio profumo creato appositamente per le drag queen. Successivamente le concorrenti raggiungono Nicky Doll e Alexandre Mattiussi che aiuteranno a produrre gli spot nel ruolo di registi. Durante la registrazione degli spot, Grand Dame e Bertha hanno avuto dei problemi con l'organizzazione della scenografia, mentre Paloma e Soa hanno ricevuto complimenti per la loro creatività e per il loro fare comico.

| Concorrente    | Profumo realizzato |
| -------------- | ------------------ |
| La Big Bertha  | Cliché by Marais   |
| La Grande Dame | Pschitt Pschitt    |
| Lolita Banana  | Lolita Coquine     |
| Paloma         | Arnaque            |
| Soa de Muse    | Counia             |

Giudici ospiti della puntata sono Alexandre Mattiussi e Yseult. Il tema della sfilata è Haute Couture, dove le concorrenti devono sfoggiare un abito che ispirato da un capo dell'alta moda francese. Dopo la sfilata e le critiche dei giudici, Nicky Doll dichiara Lolita Banana e La Big Bertha le peggiori, mentre Paloma è la migliore della puntata.
- L'eliminazione: Lolita Banana e La Big Bertha vengono chiamate ad esibirsi con la canzone Corps di Yseult. Lolita Banana si salva, mentre La Big Bertha viene eliminata dalla competizione.

### Episodio 7 –Sororité
Il settimo episodio si apre con le concorrenti che rientrano nell'atelier dopo l'eliminazione di Bertha, felici di essere le ultime quattro rimaste. Intanto si discute su chi potrebbe essere la prossima eliminata e su chi riuscirà ad accedere alla finale.
- La sfida principale: le concorrenti devono fare un make-over, cioè truccare e preparare un loro familiare o amico per farli diventare simili in drag. Mentre le concorrenti e i conoscenti si preparano per la sfida, li raggiunge nuovamente Nicky Doll, che dà aiuto e parla del supporto dei conoscenti nei confronti delle concorrenti.

| Concorrente    | Conoscente (Nome Reale) | Conoscente (Nome in Drag) |
| -------------- | ----------------------- | ------------------------- |
| La Grande Dame | Cécile                  | Ma Petite Dame            |
| Lolita Banana  | Antonio                 | Paquita Banana            |
| Paloma         | Kameliya                | Columbina                 |
| Soa de Muse    | Jackie                  | Kiki de Muse              |

Giudici ospiti della puntata sono Loïc Prigent e Raya Martigny. Il tema della sfilata è Un Air de Famille, dove le concorrenti e i loro conoscenti devono sfoggiare dei look simili, che rappresenti la loro famiglia drag. Durante i giudizi viene chiesto ai conoscenti perché la loro "sorella" drag merita di vincere la competizione.
- Il torneo: dopo la sfilata e le critiche dei giudici, Nicky Doll dichiara che, visto gli alti risultati della sfida, le concorrenti prenderanno parte ad un mini-torneo di playback per determinare le tre finaliste. I duelli, scelti in maniera casuale, hanno determinato che nel primo duello si sfideranno Lolita Banana e Soa de Muse, mentre Paloma e La Grande Dame sono abbinate per il secondo duello.

Nel primo duello Lolita Banana e Soa de Muse si esibiscono in playback con la canzone Dieu m'a donné la foi di Ophélie Winter. Soa de Muse viene dichiarata vincitrice ed accede alla finale.
Nel secondo duello Paloma e La Grande Dame si esibiscono in playback con la canzone Le banana split di Lio. Paloma viene dichiarata vincitrice ed accede alla finale.
Dopo il torneo Nicky Doll annuncia che Lolita Banana e La Grande Dame hanno un'ultima possibilità di salvarsi dall'eliminazione, sfidandosi in un ultimo duello al playback.
- L'eliminazione: Lolita Banana e La Grande Dame vengono chiamate vengono chiamate ad esibirsi con la canzone La grenade di Clara Luciani. La Grande Dame si salva, mentre Lolita Banana viene eliminata dalla competizione.

### Episodio 8 –La Grande Finale
L'ottavo ed ultimo episodio di quest'edizione si apre con le finaliste che ritornano nell'atelier dopo l'eliminazione di Lolita, si discute dei punti di forza ed i punti deboli delle tre finaliste, inoltre si discute su chi riuscirà a vincere quest'edizione ed il titolo di prima Drag Superstar francese.
Per l'ultima prova, prima di incoronare la vincitrice di quest'edizione, le concorrenti devono cantare, ballare ed esibirsi dal vivo sulla canzone di RuPaul, Catwalk e poi devono prendere parte ad un'intervista con Nicky Doll e Daphné Bürki.
Per la realizzazione della coreografia, le concorrenti raggiungono lo studio, dove il coreografo Nicolas Huchard insegna i vari passi della coreografia. Nel frattempo a una ad una le concorrenti prendono parte all'intervista con Nicky Doll e Daphné Bürki che pongono domande sulla loro esperienza in questa edizione di Drag Race France.
I giudici della puntata sono: Nicky Doll, Daphné Bürki e Kiddy Smile, con Olivier Rousteing e Nicolas Huchard in qualità di giudici ospiti. Il tema della sfilata è Dragnifique, dove tutte le concorrenti dell'edizione devono sfilare con il loro vestito migliore.
Dopo le critiche, le finaliste tornano nell'atelier dove ad aspettarle ci sono tutte le concorrenti dell'edizione, dove discutono dell'esperienza vissuta nello show. Viene poi eletta la prima Miss Simpatia che, come accade nella versione statunitense, è stata selezionata dal voto di tutte le concorrenti. A vincere il titolo è stata Elips.
Al ritorno sulla passerella, Nicky Doll comunica che tutte le finaliste hanno rubato la scena e che si affronteranno insieme per la sfida finale. Paloma, Soa de Muse e La Grande Dame si esibiscono in playback sulla canzone Mourir sur scène di Dalida. Dopo l'esibizione, Nicky Doll dichiara Paloma vincitrice della prima edizione di Drag Race France.